# ネグロ・カサス
ネグロ・カサス（Negro Casas 、1960年1月10日 - ）は、メキシコ・メキシコシティ出身のプロレスラー。本名はホセ・ルイス・カサス。ニックネームは『黒鬼小僧』。

## 来歴
父はラ・マヒストラルを開発したペペ・カサス（引退後はAAAのレフェリー）で弟はフェリーノ（ベイブ・カサス）、ヘビー・メタル（カネロ・カサス）、妻はダリス・ラ・カリベーニャ、義理の兄弟はベネノ（ダリスの兄）、従兄弟にブラック・スター、甥にティグレ（フェリーノの息子）、ピューマ・キング（同じくフェリーノの息子）というプロレス一家。
父の元でルチャリブレの修行を行い、1980年3月にアレナ・アステカでファミト・ラミネス戦でデビュー。ローカル団体のベルトを次々奪取。
1984年1月1日にエル・トレオでブラック・テリーを破り第5代UWA世界ライト級王座奪取。その後12回防衛する。
1990年3月ユニバーサル・プロレスリングに初来日し浅井嘉浩と死闘を繰り返す。1991年1月28日パチューカでスペル・アストロを破りUWA世界ミドル級王座奪取。UWAの2階級制覇。10月トレオで獣神サンダー・ライガーの挑戦を退ける。12月11日、新日本プロレスにて保永昇男の持つIWGPジュニアヘビー級王座に挑戦。新日初来日した際は長州力のファイトスタイルに感銘を受けこれまでのコスチュームを長州の黒タイツに替え髪も長くした。
1992年6月5日ベルトを所持したままEMLLに移籍。
1995年12月エル・イホ・デル・サントを破り第35代NWA世界ウェルター級王座奪取。
1997年7月コントラ・マッチでエル・イホ・デル・サントに敗れ坊主になる。1998年プロレス学校『グルーポ・シベルネティコ』を開設し後進の指導に力を入れている。
2001年11月エル・イホ・デル・サントと組んでCMLL世界タッグチーム王座。
2004年4月エミリオ・チャレス･ジュニアからCMLL世界ミドル級王座奪取。
2006年4月ミスティコと組んでCMLL世界タッグ王座、同年7月には数年ぶりに新日に来日しエル・テハノ・ジュニアと組んで邪道・外道の持つIWGPジュニアタッグ王座に挑戦。
2007年7月タイガーマスクの持つNWA世界ジュニアヘビー級王座に挑戦。

## 得意技
ラ・マヒストラル
代表的なフィニッシュ・ホールド。
実父ペペ・カサスが開発したカサス家の代名詞的な技でもある。
セントーン
ダイビング式やエプロンを走って場外の相手に仕掛ける等、バリエーションも豊富。
トップロープから放つダイビング式はフィニッシュにも用いられた。
トペ・スイシーダ
ラリアット

## タイトル歴
- エシュタード・デ・ゲレーロ・ライト級王座
- UWA世界ライト級王座
- UWA世界ミドル級王座
- NWA世界ウェルター級王座
- CMLL世界タッグチーム王座
- CMLL世界ミドル級王座
- CMLL世界ウェルター級王座
- CMLL世界トリオ王座
- IWRGインターコンチネンタルミドル級王座
- NWA世界ヒストリックウェルター級王座